# فضل المولى زنقار
فضل المولى زنقار مطرب سوداني يعد من الرعيل الأول في نشأة موسيقى الحقيبة السودانية المعاصرة وتطويرها وأحد المجددين في فن الغناء السوداني وقد كان ملحناً ومغنياًً وقدم العديد من الأغاني التي لا تزال تردد من قبل فنانين آخرين ولقّب ببلبل السودان.

## الميلاد والنشأة
ولد في أم درمان بالسودان، ودرس في المدارس القرآنية المعروفة في السودان باسم الخلوة حتى حفظ آيات القرآن.

## بداياته الفنية
تعلم زنقار فن الغناء علي يد المطربة السودانية رابحة التم تم وكان بمثابة مساعد لها يحاكي صوتها النسائي وأعطته أغانيها وألحانها ليقوم بتسجيلها بصوته في أُسطوانات في مصر بمساعدة صديقه أحمد ديمتري البازار.

## تعدد مواهبه
إلى جانب الغناء والإنشاد كان زنقار يمارس التلحين والتمثيل المسرحي حيث أدى أدواراً بطولية في فرقة النادي المسرحية وقدم على خشبة المسرح عروضاً غنائية وأخرى راقصة. كما كان خطاطا يجيد فن الخط العربي ولاعب كرة قدم لعب لفريق نادي الهلال السوداني. وعرف ايضاً باطلاعه الواسع والمامه الثقافي ومعلوماته العامة، وقد ساعدته هذه المواهب في اختياره للكلمة الجميلة والموضوع الجيد واللحن المناسب لأعماله الغنائية فلحن قصيدة الشاعر اللبناني إلياس فرحات، عروس الروض التي نالت شهرة وتغنى بها فيما بعد الفنان عبد العزيز محمد داؤودُ.

## دوره في تطوير الأغنية السودانية
كان أثر زنقار واضحا في تطوير لونية ايقاعات التم تم والارتقاء بها من حيث الشكل والموضوع، فبعد أن كانت تصنف ضمن الغناء الرديءوالسوقي الهابط الذي يُقدَم في حفلات المجون الخاصة تحولت إلى أغان ذات مغزى لها مكانتها في فن الحقيبة، فبادر بعض شعراء الاغنية السودانية ومن بينهم سيد عبد العزيز وعبد القادر تلودى و أحمد إبراهيم فلاح وعبيد عبد الرحمن وعبد الرحمن الريح والجاغريو بتنظيم قصائد غنائية على وزن ايقاع التم تم قدموها لزنقار. وقد حقق بعض تلك الأعمال نجاحا ولايزال يردد حتى اليوم من قبل فنانين كبار وآخرين ناشئين واصبح يشكل مادة تدريس في علوم الموسيقى بالسودان ومن تلك الأعمال، أغنيات «اسوداني الجوة وجداني بريدو» ، و «حبيبي غاب في موضع الجمال بلاقيه» ، و «الإنسان الرايق النعسان»، و« سميري المرسوم في ضميري» 

## صوته
قدم زنقار معظم أغانيه بالصوت الرخيم بطريقة جواب القرار ومن أشهر اغانيه التي تغنى بها على هذا المنوال أغنية«سوداني الجوة قلبي بريدو» ، ولكنه قدم أيضا اعمالاً غنائية بصوت القرار الغليظ، ثم غنى بصوته الوسط الذي سجل به أغنية «يا شباب النيل». 
و
تعددت الآراء حول اختيار زنقار إلى اداء اغنياته بصوت جواب القرار ففي حين يذهب البعض إلى أن معلمته رابحة التم التم قد أثرت عليه بصوتها النسائي وبتقليده لأغانيها، يعتقد البعض ومن بينهم الدكتور عمر قدور إن سبب اختيار زنقار لأداء اغنياته بهذا الصوت هو نجاحه في تقليد الصوت النسائي والذي برز عندما اختاره الشاعر سيد عبد العزيز للمشاركة بدور نسائي في إحدى مسرحياته الشعرية وذلك لتعذُر مشاركة النساء على خشبة المسرح في ذلك الزمان.

## أغانيه و تسجيلاته
•	سوداني الجوة وجداني بريدو، وهي من أغاني إيقاع التم تم
•	حبيبي بيك ليلتنا ليلية، وقد غناها بصوته الغليظ وكلماتها من تأليف الشاعر سيد عبد العزيز
•	حبيبي غاب في موضع الجمال بلاقي، من الأغاني التي كثر ترديدها من فنانين آخرين
•	 يا عروس الروض يا ذات الجمال، للشاعر إلياس فرحات، وتغنى بها فيما بعد عبد العزيز محمد داؤود
•	 إيه يا مولاي إيه، غناها زنقار بمشاركة الفنان حسن الزبير والموسيقار إسماعيل عبد المعين وتم تسجيلها في القاهرة عام 1938 من قبل تسجيلات ميشيان وبمصاحبته الكورس وآلةالعود، وتغنى بها لاحقاً خضر بشير
•	 من بف نفسك يا القطار، أداها زنقار بمصاحبة آلة الكمان (السر عبد الله) والإيقاع (حسن الزبي) والكورس (سيد حجازي)
•	هوي يا ليلى، تم تسجيلها على أُسطوانات ميشيان بمصر في عام 1937 وتعتبر من أغاني ايقاعات التم التم 
شباب النيل، غناها بمصاحبة الكورس (سيد حجازي وحسن الزبير) و آلة الكمان للموسيقار السر عبد الله وتم إنتاج الأُسطوانة وتسجيلها عام     1939 في سوريا من قبل شركة مشيان المصرية.
•	 الله فوق زوزو 
اشتهر بها زنقار وتغنى بها فيما بعد الفنان خضر بشير، وتعود قصتها إلى فترة وجود زنقار بالقاهرة لتسجيل اسطواناته حيث استضافته المُمثلة المصرية زوزو ماضي في صالونها مع مجموعة من الفنانين وطُلِب من زنقارأن يقدم بعض اغنياته التي طربت لها زوزو وبدأت ترقص، فاضاف زنقار وبشكل تلقائي كوبليه من عنده وأخذ يردد مغنياً: « الله فوق زوز .. يا حلاة زوزو».

## وفاته
توفي فضل المولي زنقار في العام بمستشفي أم درمان بالسودان عام 1951م بحي العرب جوار سوق أم درمان 